# 最高枢密院

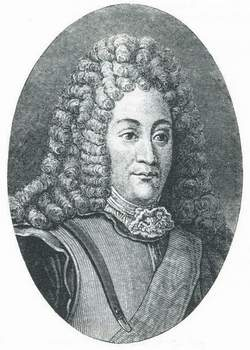
1727年9月のメーンシコフ失脚後、最高枢密院を指導したヴァシーリー・ドルゴルーコフ公爵

最高枢密院（さいこうすうみついん、ロシア語: Верховный тайный совет）は、ロシア女帝エカチェリーナ1世を輔弼するために創設された諮問機関。1730年2月25日に廃止された。

## 経過
当初、最高枢密院はアレクサンドル・メーンシコフ、フョードル・アプラクシン、ガヴリール・ゴロフキン、アンドレイ・オステルマン、ピョートル・トルストイ、ドミトリー・ゴリツィンの6人で構成されていた。数ヵ月後、エカチェリーナ1世の娘婿であるホルシュタイン＝ゴットルプ公カール・フリードリヒが7人目のメンバーとして加わった。エカチェリーナ1世の治世中は、かつて女帝を愛人として囲っていたメーンシコフが最高枢密院を牛耳っていた。
1727年、エカチェリーナ1世の遺言により、最高枢密院は（帝位継承に関する事項を除いて）新皇帝ピョートル2世と等しく権力を分有するとされた。ピョートル2世の即位後、メーンシコフは娘マリヤを皇帝と婚約させたが、9月に失脚した。この時点までに、枢密院の構成はすっかり様変わりしていた。アプラクシンは死に、トルストイは追放され、カール・フリードリヒはドイツに帰国していた。
枢密院は8人のメンバーで再構成されたが、そのうちの6席はピョートル1世以来の西欧化政策に反対する大貴族ドルゴルーコフ家、ゴリツィン家の人々に占められた。残りの2席はオステルマンとゴロフキンが保持していた。保守的なイデオロギーが枢密院の構成員の間に共有されており、名目上は助言機関に過ぎない最高枢密院は国政における権力を独占し、帝国の首都はモスクワに戻された。ピョートル1世によって創設された最高統治機関である参議会（官房）と元老院は、もはやその権限を失い、皇帝よりも枢密院に従属する存在となった。
ピョートル2世が死ぬと、最高枢密院は新皇帝として相応しいとは言い難いクールラント公爵夫人アンナ・イヴァノヴナを指名した。彼女ならば枢密院の傀儡として操りやすく、ピョートル1世の改革路線を放棄して保守化政策を図る枢密院に好都合だったからである。アンナは帝位を受けることを承諾した直後に、課税権・交戦権・外交権を全て最高枢密院に譲渡するという、帝位と引き換えの条件の文書にサインした。この条件によれば、アンナは大佐以上の階級の官職を与えることも、軍事的な問題に干渉することも禁じられており、再婚することも後継者を指名することもできなかった。この君主権制約の条件は当時のイギリスの国制をモデルにした内容であり、もしこれが発効すれば、ロシア帝国は立憲君主制に移行することになっていた。また条件に違反すれば、アンナは退位を強いられることまで取り決められた。
しかし枢密院の提出した文書にサインした1ヶ月後、アンナは寵臣エルンスト・ビロンの助言を受けて近衛軍の支持を取りつけると、1730年2月25日に即位の宣誓式において条件文書を破り捨てた。その日のうちに最高枢密院は廃止され、構成員の多くはシベリアへと流された。